# Margaromma namukana
Margaromma namukana is een spinnensoort in de taxonomische indeling van de springspinnen (Salticidae).
Het dier behoort tot het geslacht Margaromma. De wetenschappelijke naam van de soort werd voor het eerst geldig gepubliceerd in 1944 door Carl Friedrich Roewer.